# Fremonts Mahonie

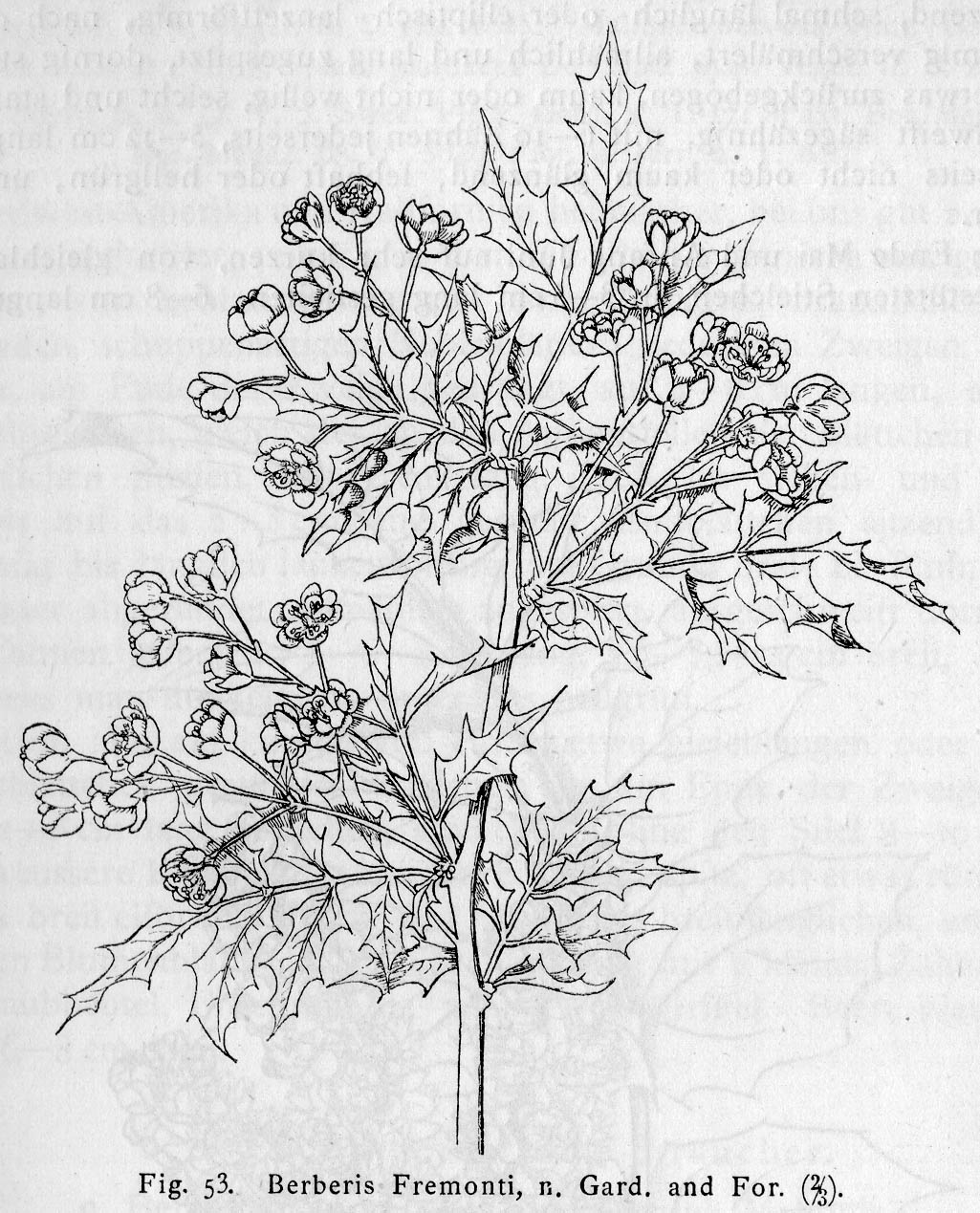
Illustration

Fremonts Mahonie (Mahonia fremontii) ist eine Pflanzenart aus der Gattung Mahonien (Mahonia) innerhalb der Familie der Berberitzengewächse (Berberidaceae). Die Art wurde nach John Charles Frémont benannt, der sie 1844 in Utah entdeckt hatte.

## Beschreibung
Fremonts Mahonie ist ein aufrechter, ausladender bis 3,5 Meter hoher und immergrüner Strauch. Die wechselständigen und kurz gestielten, unpaarig gefiederten Laubblätter sind bis 10 Zentimeter lang. Sie sind aus 3 bis 9 stachelspitzigen, am Rand grob bis fein, buchtig spitzig-gezähnten oder -gelappten, dreieckigen bis eiförmigen oder elliptischen bis länglichen, seltener verkehrt-eiförmigen, zugespitzten bis spitzen, wachsartig „bereiften“, gelb- bis graugrünen, glauken, dickledrigen Fiederblättchen zusammengesetzt. Der Rand ist oft aufgebogenen bis eingefalteten oder wellig und nur das Endblättchen ist gestielt, die seitlichen sind sitzend.
Die gestielten, gelben Blüten erscheinen bereits gegen Ende des Winters und sitzen locker in wenigblütigen, kurzen, bis zu 5 Zentimeter langen Trauben. In ihrer Heimat blüht sie von April bis Juni. Im Herbst reifen ellipsoide bis eiförmige oder kugelige, bis 15 Millimeter lange, rötliche und „bereifte“ Beeren mit Narbenresten.

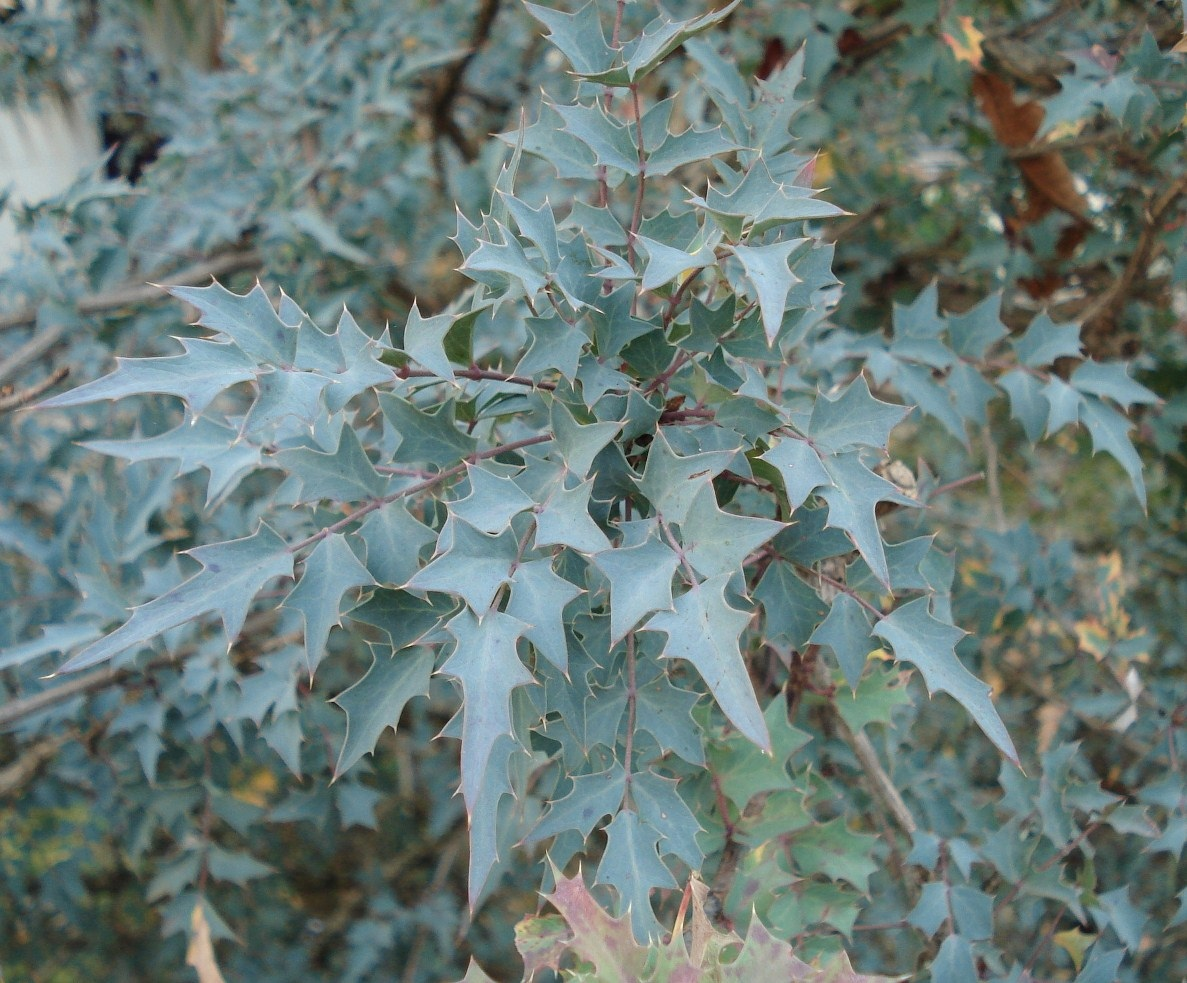
Blätter

## Vorkommen
Fremonts Mahonie kommt in den amerikanischen Bundesstaaten Kalifornien, Nevada, Utah, Colorado, Arizona und in New Mexico vor. Sie gedeiht in Höhenlagen von 1100 bis 2400, selten bis zu 3400 Metern.

## Taxonomie
Die Erstbeschreibung erfolgte unter dem Namen (Basionym) Berberis fremontii 1859 durch John Torrey in William Hemsley Emory: Report on the United States and Mexican boundary survey ... S. 30. Die Neukombination zu Mahonia fremontii (Torr.) Fedde wurde 1901 von Friedrich Karl Georg Fedde in Botanische Jahrbücher fur Systematik, Pflanzengeschichte und Pflanzengeographie, Band 31, S. 98 veröffentlicht. Die Systematik dieser Verwandtschaftsgruppe wird kontrovers diskutiert und so ist im 21. Jahrhundert der Name Mahonia fremontii nicht mehr der akzeptierte.

## Verwendung
Fremonts Mahonie wird selten als Zierstrauch in Gärten und Parks verwendet; sie ist sehr frostempfindlich. Die Früchte sind essbar.